# 基礎経験
基礎経験（きそけいけん、独: Grunderfahrung）とはハイデッガーにより提唱され、日本では三木清によって広く知らしめられた哲学の概念。これは人間が行ってきた経験の中でもパトスによって行われてきたようなものの事を言う。
カントの超越的構想力(三木は transzendental を先験的と表記していた)に相応するものである。
我々が意識的に行ってきたような経験というのはロゴスによって行われてきたわけであるが、パトスによって行われてきた基礎経験というのはロゴスには支配されておらず自由である。
そして現在の我々のロゴス的な行動というのは、基礎経験を根源として形作られていることはあるが、その逆にロゴスによって基礎経験が形作られているということは無い。